# Rynek eurodolarowy
Rynek eurodolarowy – międzynarodowy rynek pieniężny niepoddany regulacji ze strony władz monetarnych, powstały w latach sześćdziesiątych. Jego początki wiążą się z metodą walki z inflacją w Stanach Zjednoczonych zwaną regulatorem Q. Zastosował ją w 1966 gubernator Systemu Rezerwy Federalnej Martin MacChesney. Mechanizm ten pozwalał Fed w czasie zagrożenia inflacją reglamentować oprocentowanie depozytów międzybankowych. Stanowiło to zagrożenie dla wkładów bankowych, gdyż jej stosowanie mogło doprowadzić do odpływu depozytów i utraty przez bank płynności. W związku z tym banki amerykańskie przeniosły część swych operacji dolarowych do Europy. W ten sposób powstał rynek eurodolarowy, który znajdował się poza jurysdykcją Fed. Napływ masy dolarów powodował destabilizację walut europejskich, np. wielką dewaluację funta brytyjskiego w listopadzie 1967 roku, co przyczyniło się do rozpadu bloku szterlingowego.
Przedmiotem obrotu na rynku eurodolarowym są depozyty utrzymywane w bankach europejskich, a denominowane w dolarach amerykańskich. Zasoby denominowane w innych walutach w bankach europejskich tworzą rynek eurowalutowy. Ogólnie depozyty w walutach różnych od waluty danego kraju nazywane są ksenowalutami.

## Charakterystyka rynku eurodolarowego
Proces kreacji pieniądza dokonywany na rynku eurodolarowym rozpoczyna się w momencie utworzenia depozytu w banku amerykańskim. Podmiot, który sądzi, że zyski z oprocentowania na rynku amerykańskim są zbyt małe, może dokonać transferu swojego depozytu do wybranego banku europejskiego w formie wystawienia czeku na zgromadzone w banku amerykańskim środki. Ów transfer odbywa się bez fizycznego przemieszczenia środków. Bank europejski, który oferuje wyższe oprocentowanie, może w celu wypracowania odpowiednich zysków przekazać dostęp do zgromadzonych w banku amerykańskim środków innemu bankowi europejskiego. Operacja ta odbywa się ponownie bez fizycznego przemieszczenia środków. Opisany proces teoretycznie może się powtarzać nieskończenie wiele razy. Owa sytuacja wiąże się z faktem, że większość europejskich władz monetarnych nie wymaga trzymania rezerw od depozytów w walutach zagranicznych. Ponadto depozyty dolarowe pozostają zazwyczaj w bankach europejskich. Proces kreacji kończy się w momencie, w którym bank europejski pożycza środki klientowi, który wypłaca środki zgromadzone w pierwotnym banku amerykańskim, a nie deponuje ich w innym europejskim banku.
Wielkość obrotów na rynku eurodolarowym charakteryzują dwie miary – zasoby netto oraz zasoby brutto. Pierwsze obejmują wszystkie depozyty międzybankowe, drugie zaś ograniczają się wyłącznie do transakcji między eurobankami a ostatecznymi odbiorcami środków spoza banków europejskich.
Rynki eurodolarowe odczuwają wpływ prowadzonej polityki gospodarczej, zwłaszcza w krajach skąd pochodzi waluta. Ponadto zmniejszają efektywność tej polityki. Restrykcyjna polityka pieniężna prowadzona przez władze monetarne kraju, skąd pochodzi waluta będąca w obiegu na rynku eurodolarowym, pobudza podmioty do pozyskiwania środków z rynku eurodolarowego. Tym samym zmniejsza się skuteczność polityki pieniężnej. Analogiczna sytuacja jest związana z ekspansywną polityką gospodarczą, która jest osłabiona poprzez wypływ kapitału z kraju. Ponadto kraje europejskie, w których są zlokalizowane eurobanki, są narażone na niekorzystne wypadki na tych rynkach, co jest związane z nagłym odpływem środków w następstwie arbitrażu czy działań spekulacyjnych. Jednakże należy również pamiętać o pozytywnych funkcjach spełnianych przez rynek eurodolarowy, który umożliwił niektórym krajom sfinansowanie deficytów bilansu płatniczego.